# Urd (Schiff)
Die Urd (ehem. Aktiv Marine (1990–1991), Boyana (1988–1990), Seafreight Highway (1987–1988), gebaut als Easy Rider (1981–1987)) ist ein RoPax-Fährschiff. Schwesterschiff ist die 1982 gebaute Stena Gothica.

## Geschichte

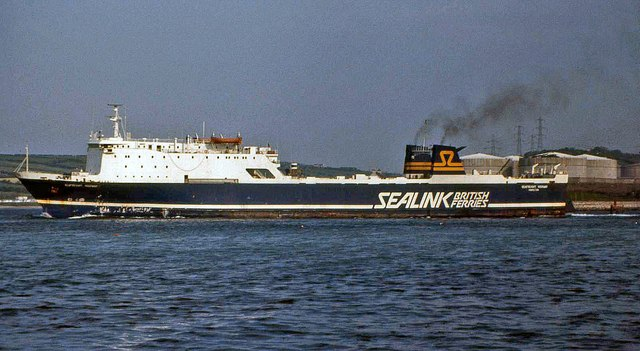
Die Seafreight Highway vor Larne (1988)

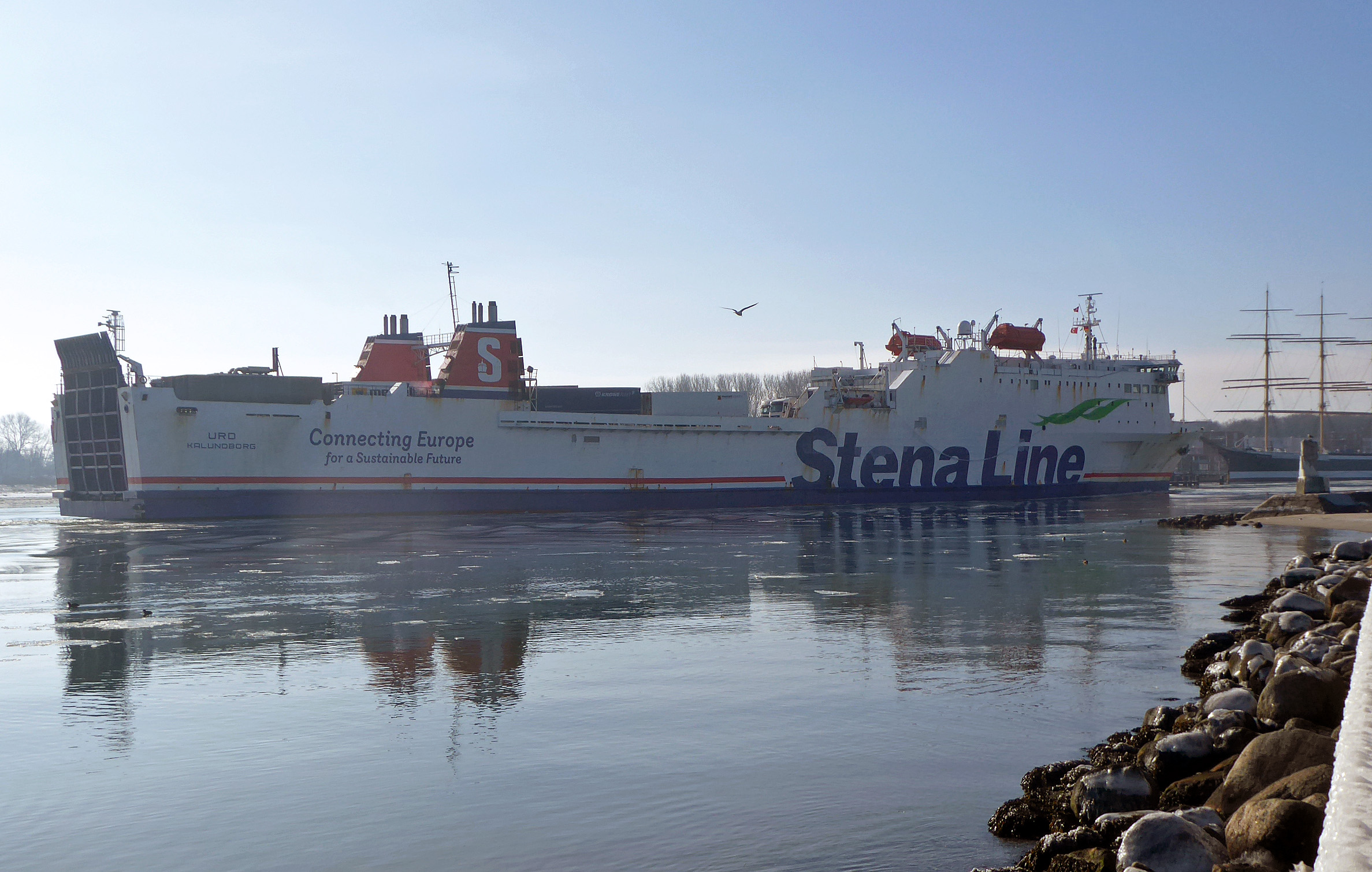
Heckansicht der Urd (2021)

Das Schiff wurde 1981 als Easy Rider für eine griechische Reederei unter der Baunummer 2119 auf der Werft Nuovi Cantieri Apuania in Marina di Carrara gebaut. Zunächst war es im Mittelmeer eingesetzt. Später fuhr es als Seafreight Highway zwischen Dover und Zeebrügge bzw. zwischen Holyhead und Dun Laoghaire.
Seit 1991 fährt das Schiff unter dem Namen Urd, zuerst für die Danske Statsbaner. Im September 1997 wurde es an die deutsch-dänischen Fährschiffreederei Scandlines verkauft, die das Schiff in der Ostsee einsetzte. Scandlines verkaufte das Schiff zum 1. September 2012 an die Swedish Orient Line. Später wurde es an Stena Line verchartert und im August 2013 an die Stena Rederi in Hellerup verkauft. Stena Line setzte das Schiff zuletzt auf ihrer im Oktober eingestellten Fährlinie zwischen Nynäshamn und Hanko ein. Im März 2024 wurde das Schiff an Sea Lines verkauft.

### Unfall am 3.Mai 2012
Am 3. Mai 2012 kollidierte die aus Schweden kommende Nils Holgerson gegen 18:15 Uhr im Hafen von Travemünde mit der am Skandinavienkai unter Beladung liegenden Urd. Bei der Kollision riss die Nils Holgerson ein drei mal drei Meter großes Loch in Höhe der Wasserlinie in den Rumpf der Urd, so dass erhebliche Mengen Wasser in diese eindrangen und die Urd auf Grund sank. Der Wassereinbruch konnte zum Stillstand gebracht werden. Über der Wasserlinie wurde das Schanzkleid der Urd massiv beschädigt. Auch ein Teil der Ladung der Urd, die auf der Strecke Liepāja – Travemünde eingesetzt war, wurde beschädigt. Menschen wurden bei der Kollision nicht verletzt.